# Sabrina Tanja Bühlmann

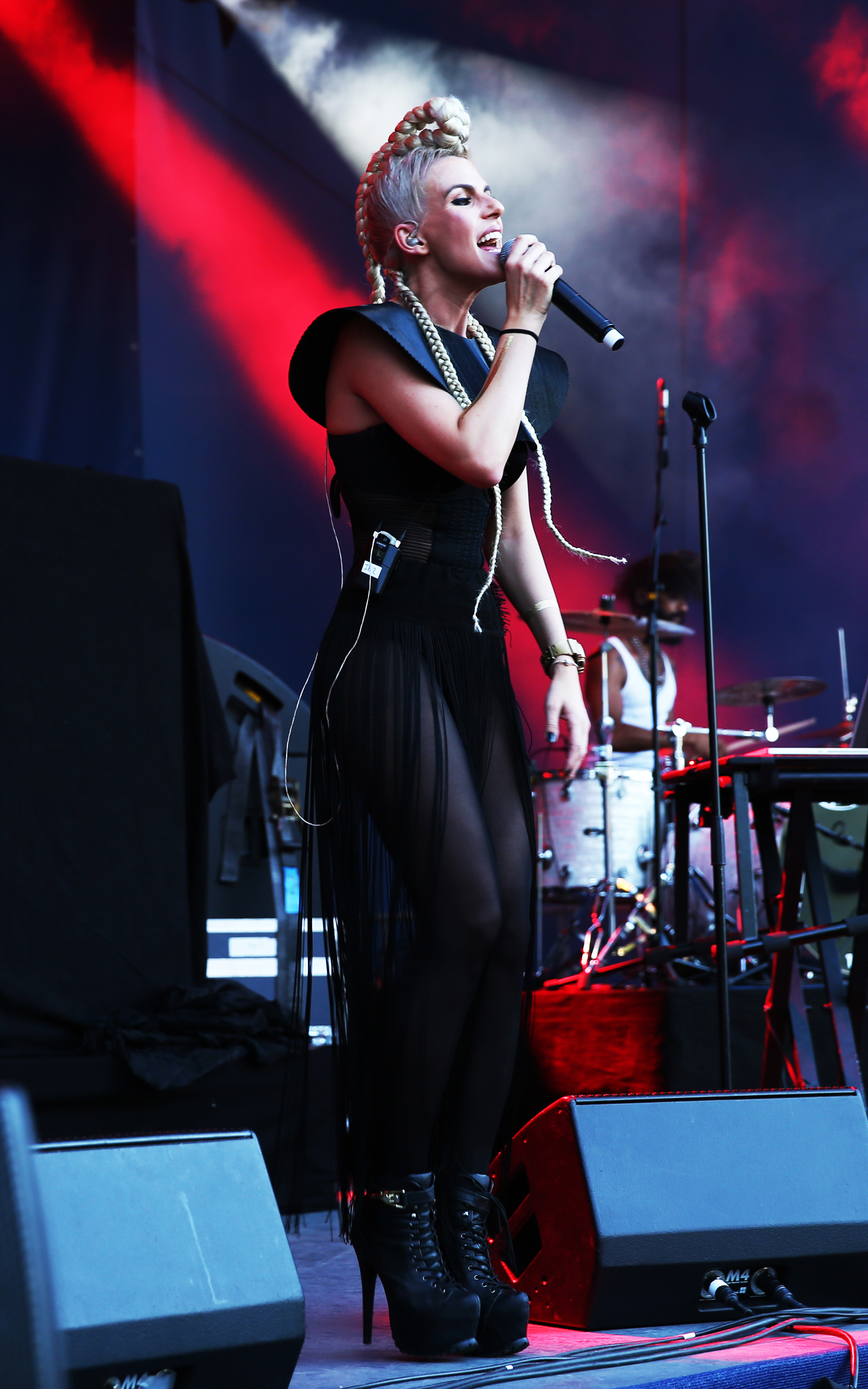
Tyla Durden, Auftritt anlässlich des Champions-League-Finales 2015 in Berlin vor dem Brandenburger Tor

Tyla Durden (bürgerlich Sabrina Tanja Bühlmann; * 14. März 1984 in Bern) ist eine Schweizer Multimediakünstlerin, Musikerin, Songwriterin, Sängerin, Fotografin und ein Model.

## Leben und Wirken
Nach der Schulzeit absolvierte Tyla Durden den Vorkurs der Schule für Gestaltung, Bern. Anschließend begann sie eine vierjährige Berufsausbildung zur Werbefotografin, die sie erfolgreich beendete. Bis heute realisiert sie diverse Projekte im multimedialen Bereich und ist auch weiterhin als selbständige Fotografin tätig.
Als Jugendliche begann Bühlmann mit dem Modeln. 2006 war sie Finalistin bei der Miss-Schweiz-Wahl 2006.

### Musikalische Anfänge
Sabrina Bühlmann nahm als Kind Lieder mit selbst komponierte Melodien und Texten auf einem Diktiergerät auf und experimentierte mit dem aufgenommenen Material. Mit elf Jahren gewann sie eine Playbackshow als Michael-Jackson-Imitatorin. Sie investierte den Geldpreis in ihre musikalische Entwicklung, nahm Keyboard-, Piano- und Gesangsunterricht.
Mit 13 Jahren sang sie für andere Bands als Backgroundsängerin bei CD-Aufnahmen und sammelte erste Studioerfahrungen. Erste Auftritte mit diversen Bands auf Live-Konzerten fielen ebenfalls in diese Zeit. Als 17-Jährige gründete sie mit ihrem damaligen Freund das Elektro-Pop-Duo „Telesuzi“. Sie experimentierten mit Industrial-Beats und vermischten diese mit Pop-Melodien. Es folgte eine kleine Konzert-Tournee rund um Bern.
Ihren Künstlernamen entnahm sie der Rolle des Tyler Durden aus dem Film Fight Club. Weitere Inspirationsquellen waren Depeche Mode, Grace Jones, Nine Inch Nails, Max Headroom und Falco.

### Weitere Jahre

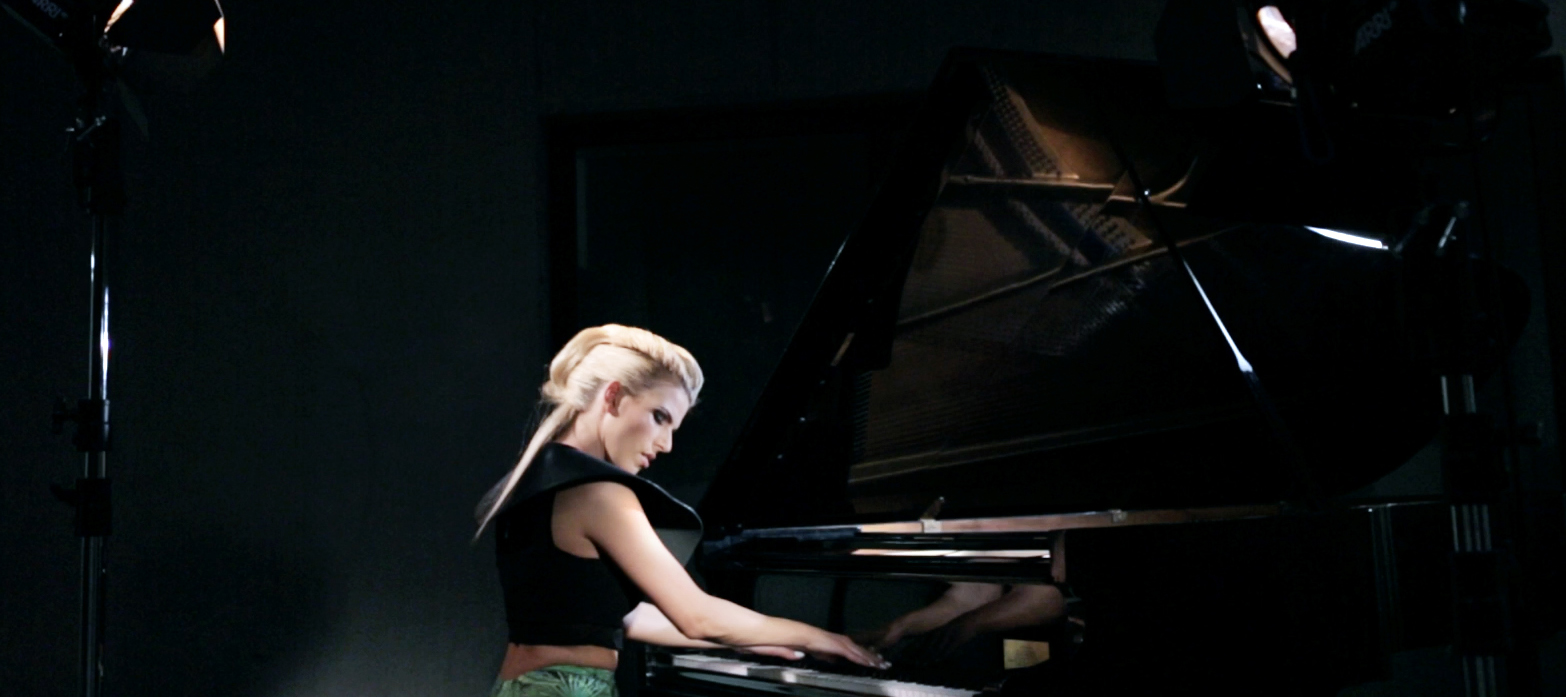
Video SLMF

In den Folgejahren drehte sie mehrere Musikvideos, die sie auf YouTube veröffentlichte. Die Songs Little by little und Over the Rainbow nahm sie zusammen mit dem Schweizer DJ Antoine auf.
Der von ihr selber produzierte Videoclip zum Song SLMF (SexLoveMusicFashion) wurde von MTV in die Rotation aufgenommen und läuft seit Mitte Januar 2015 im Fernsehen.
Ende Februar 2015 wurde sie nach Warschau in den Club Platinum eingeladen, um zusammen mit dem polnischen Dj „LORD“ ihren neuen Song „Changing my Life“ zu singen. Der dazugehörige Videoclip, der mit Bildmaterial von Lukas Schweizer und Marcel Rolli ergänzt wurde, wurde landesweit übertragen.
Am 5. Juni 2015 trat Tyla Durden mit ihrer Liveband, Roger Massimo und Avinash Yves Moser, am offiziellen Festival vor dem UEFA-Champions-League-Finale 2015 am Brandenburger Tor vor mehreren Tausend Leuten auf.
Am 20. Mai 2016 stellte die Zukunftsaktivistin und Multimediakünstlerin Tyla Durden der Öffentlichkeit ihr Konzeptalbum TH3 OR1G1N4L vor, dessen Realisierung vier Jahre gedauert hat. Die Albumtaufe im Stufenbau in Ittigen wurde mit einem Kurzfilm-Release und einem Live-Konzert gefeiert. Das Album erschien auf CD und auf Vinyl.

### The Game
Das Album wurde um einen Musikfilm angereichert, und richtig gelöste Rätsel versprechen einen zusätzlichen, nicht käuflichen Song („Pendulum“).

## Diskografie

### Singles
Als Leadsängerin
- 2013: Freak my Mind
- 2015: SLMF
- 2015: Changing my Life
- 2016: Iron Cube
- 2016: Hard Melody
- 2016: Framed

### Alben
- 2016: TH3 OR1G1N4L

Als Gastsängerin
- 2011: Little by Little (mit DJ Antoine)
- 2012: Over the Rainbow (mit DJ Antoine)